# Superdotado

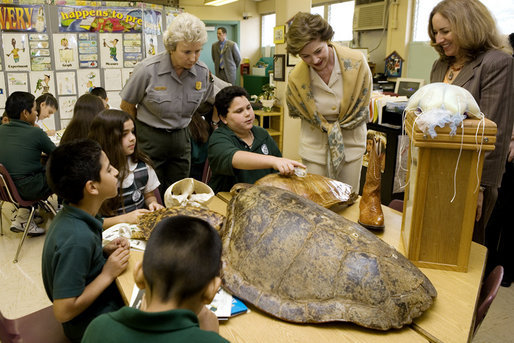
Alto-habilidosos ou Superdotados têm melhor desempenho em aulas especiais que lhes permitam desenvolver suas habilidades

São pessoas com habilidades muito acima da média e demonstram potencial elevado em qualquer uma das seguintes áreas, isoladas ou combinadas: intelectual, acadêmica, liderança, psicomotricidade e artes, além de apresentar grande criatividade, envolvimento na aprendizagem e realização de tarefas em áreas de seu interesse.  Joseph Renzulli propôs a  Teoria dos Três Anéis para identificar pessoas com habilidades muito acima da média. Esta teoria considera que a superdotação é o resultado da interação entre três fatores: habilidade muito acima da média, criatividade, comprometimento com a tarefa. 
A alta habilidade ou superdotação pode ser geral ou específica. Uma pessoa superdotada intelectualmente pode ter um talento impressionante para a matemática, mas não demonstrar competências linguísticas igualmente fortes, ou vice-versa. Quando combinado com um desafio curricular adequado e as diligências necessárias para adquirir e executar as habilidades aprendidas, essas pessoas, muitas vezes, têm sucesso acadêmico excepcional.

## O que é a inteligência
Inteligência pode ser definida como a capacidade mental de raciocinar, planejar, resolver problemas, abstrair e compreender ideias, e aprender. O estudo e compreensão da inteligência humana tem sido um dos maiores assuntos da Psicologia,  sendo que a inteligência pode ser considerada um dos aspectos da personalidade. O psicopedagogo israelita Reuven Feuerstein afirma que a inteligência humana pode ser estimulada em qualquer idade. De acordo com sua Teoria da modificabilidade cognitiva estrutural, mesmo indivíduos considerados inaptos podem ter sua inteligência expandida adquirindo assim capacidade de aprender.
Na década de 1990, a psicóloga americana Linda Gottfredson procurou coligir um grupo de pesquisadores (131 cientistas foram convidados e 52 assinaram o documento) para se tentar chegar a uma definição científica para o conceito de inteligência. A definição foi a seguinte:
"uma capacidade mental bastante geral que, entre outras coisas, envolve a habilidade de raciocinar, planejar, resolver problemas, pensar de forma abstrata, compreender ideias complexas, aprender rápido e aprender com a experiência. Não é uma mera aprendizagem literária, uma habilidade estritamente acadêmica ou um talento para sair-se bem em provas. Ao contrário disso, o conceito refere-se a uma capacidade mais ampla e mais profunda de compreensão do mundo à sua volta — 'pegar no ar', 'pegar' o sentido das coisas ou 'perceber' uma coisa."

## Identificação
O primeiro modelo de teste de Q.I. (quociente de inteligência) foi apresentado em 1905 pelos psicólogos franceses Alfred Binet e Théodore Simon e se destinava a medir a inteligência de crianças em idade escolar. Hoje esse teste é tido como um auxiliar nas avaliações de inteligência e não mais uma determinante, por não avaliar todas as áreas de alto desempenho que uma pessoa pode apresentar, embora seja uma medida consagrada internacionalmente. Pelo teste WAIS, que é o mais utilizado [carece de fontes], se considera superdotado o indivíduo que apresente um resultado a partir de 130 de QI, com o desvio padrão de 15 pontos. Porém, várias ideias sobre a definição de inteligência continuam em desenvolvimento e, também, melhores maneiras de identificar superdotação intelectual têm sido formuladas.
A principal motivação dos estudos é o reconhecimento precoce do potencial de uma pessoa a fim de que sejam proporcionadas condições adequadas para o seu desenvolvimento. Para tanto, os educadores podem, além da observação direta do comportamento e desempenho, fazer uso de propostas como as escalas de características (método desenvolvido pelos pesquisadores Renzulli, Smith, White, Callahan, Hartman e Westberg onde o educador avalia a frequência com que aspectos relacionados à aprendizagem, criatividade e motivação são registrados no cotidiano dos alunos); de questionários, de entrevistas, ou conversas (profundas e prolongadas) com a própria pessoa, com a família e com os professores; além de testes, desde que usados mais como referência auxiliar e não em busca de resultados numéricos absolutos.

## Criança inteligente versus sobredotada/superdotada: quais as diferenças?[5][6]
| Criança inteligente                          | Criança sobredotada/superdotada |
| -------------------------------------------- | --- |
| Sabe a resposta                              | Faz as perguntas |
| Esforça-se muito para alcançar resultados    | Aprende despreocupadamente |
| Gosta da escola                              | Gosta de aprender por conta, em estudos espontâneos e autodirigidos (e não gosta da escola) |
| Admirada pelos professores                   | Intimida professores |
| Aprende após 6-8 repetições                  | Aprende após 1-2 repetições |
| Tira notas boas                              | Tem habilidade além do normal, mas com desempenho pífio, às vezes; não tem interesse em notas, mas sim em aprender |
| Demonstra interesse pela matéria             | Demonstra paixão pela matéria |
| Gosta da companhia dos pares em sala de aula | Gosta da companhia de adultos e pares mais velhos |
| Possui boa memória                           | Possui boa intuição |
| Aprende facilmente                           | Entediada porque ou já sabe o conteúdo, ou porque sua intuição veloz permite-lhe chegar a conclusões simultaneamente à narração do professor, conclusões essas que a cansam pois o professor tem que mastigá-las aos demais alunos |
| Tem ideias boas                              | Tem ideias bizarras ou sem fundamento aparente |
| Gosta das próprias notas boas                | Acha que não faz mais do que a obrigação, autocrítica ferrenha |
| Faz réplicas perfeitas                       | Cria design inovador |
| Gosta de métodos simples e sequenciais       | Estabelece um alvo e trabalha nele de trás para frente; confundido como preferência por complexidade |
| Observadora                                  | Entrega-se de corpo e alma; absorve-se, mergulha de cabeça no conteúdo de interesse |
| Gosta secretamente de provas e avaliações    | Tem medo secreto de ser avaliada, esquece-se dos dias das avaliações para não antecipar o sofrimento |

## Altas habilidades/superdotação e medicina
Em medicina, considera-se importantes os estudos da estrutura da mielina dos neurônios e de provável funcionamento mais otimizado do cérebro como as causas de capacidades superiores. Entre muitas outras coisas, procura-se compreender se a diferença entre um indivíduo típico e um superdotado são as conexões cerebrais complexas e não a quantidade de neurônios. 

## Altas habilidades/superdotação e sociabilidade
Quanto às interações sociais, percebem-se situações e condições diferentes. Durante a infância e a adolescência, em alguns casos, as pessoas superdotadas são acolhidas por grupos com idade superior, devido a sua capacidade e maturidade. Podem vir a ser rejeitadas por indivíduos da mesma idade por motivos como falta de interesses partilhados, inveja, ciúme etc. Com identificação precoce, estratégias e acompanhamento adequado, estas pessoas geralmente conseguem estabelecer amizades, relacionamentos e sociabilidade típica. 

## Altas habilidades/superdotação e Psicologia
Pode acontecer de uma superdotação não ser reconhecida na infância e essas crianças serem diagnosticadas como tendo transtorno afetivo bipolar, transtorno do déficit de atenção com hiperatividade, transtorno desafiador e de oposição, depressão, ansiedade, transtorno obsessivo-compulsivo, e outros problemas.
Psicólogos e outros avaliadores precisam estar atentos às principais características das pessoas superdotadas:
- Criatividade
- Curiosidade
- Boa memória
- Obstinação
- Fácil aprendizagem
- Iniciativa
- Impaciência
- Inconformismo
- Vocação para liderança
- Senso de humor
- Egocentrismo
- Elevado senso crítico
- Independência e autonomia
- Alto desempenho em determinadas áreas
- Amplo conhecimento geral
- Difícil sociabilização, por falta de interesses em comum
- Alta capacidade de influência e ou liderança/adaptabilidade social/empatia
- Elevado senso competitivo
- Autodidatismo

## Altas habilidades/superdotação e Pedagogia
A própria Constituição Brasileira indica que todos os cidadãos devem receber educação adequada para atingir seu potencial.
Em resolução do Conselho Nacional de Educação observamos:
As escolas da rede regular de ensino devem prever e prover na organização de suas classes comuns: [...]
IX — — — atividades que favoreçam, ao aluno que apresente altas habilidades/superdotação, o aprofundamento e enriquecimento de aspectos curriculares, mediante desafios suplementares nas classes comuns, em sala de recursos ou em outros espaços definidos pelos sistemas de ensino, inclusive para conclusão, em menor tempo, da série ou etapa escolar, nos termos do Artigo 24, V, “c”, da Lei 9.394/96.
| “ | Diferentemente da maioria dos países do mundo, as altas habilidades no Brasil são predominantemente ignoradas, quando se trata da prática educacional. Órgãos encarregados do estabelecimento das diretrizes de Educação e Saúde têm como hábito incluí-la, quando deliberam sobre Educação Especial. Como nos casos das deficiências, a superdotação deve ser avaliada, oferecendo-se ao indivíduo condições educacionais adequadas ao seu potencial. Na prática, não é o que acontece, salvo em casos isolados muito raros. Num país pleno de carências, não se considera relevante o atendimento diferenciado a quem já foi privilegiado com um dom especial. Os superdotados estão escondidos nas salas de aula comuns, como se seus talentos fossem invisíveis. | ” |

Um estudo brasileiro de 2002 concluiu que a maioria dos professores do Brasil só possui conhecimentos superficiais sobre superdotação, não sabe identificá-la corretamente, não sabe atender necessidades específicas e não têm recursos para estimular o desenvolvimento de habilidades. Um psicopedagogo poderia ajudar nessas questões.
Apesar de o número de alunos superdotados registrados pelo Ministério da Educação (MEC) ter quintuplicado em cinco anos (2005–2010), passando de cerca de mil para 5,6 mil (0,01%), apenas uma pequena parcela da população com esse potencial tem acesso ao atendimento especial, garantido por lei. A Organização Mundial da Saúde estima que entre 1,5 milhão e 2,5 milhões de alunos no País tenham altas habilidades em pelo menos alguma área do conhecimento, e aproximadamente 8 milhões de pessoas no total.

## Estratégias de ensino
Para atender às necessidades especiais de educação dos superdotados, é possível citar duas abordagens: 
O enriquecimento curricular, que trata de oferecer à criança experiências de aprendizagem diferentes das apresentadas no currículo regular (aprendizagem personalizada). Isso é feito através de atividades extraclasse onde são apresentados conteúdos mais abrangentes, e ou, mais profundos e são desenvolvidas atividades pedagógicas para criar um ambiente de aprendizagem desafiador, despertando o interesse e ajustando os níveis de aprendizagem requerida de acordo com as habilidades de cada aluno. Pode ocorrer através de classes, monitorias ou tutorias individuais.
As classes de aceleração, que permitem ao aluno pular etapas da formação regulamentar. Existem diferentes estratégias para atingir este objetivo:
- Entrada mais cedo na fase seguinte do processo educativo (desde a educação infantil)
- Pular séries e ou graus escolares
- Aceleração por disciplina (frequentar disciplinas mais adiantadas dos anos seguintes)
- Formação de classes mistas (onde os mais novos possam trabalhar com os mais velhos, e mais avançados)
- Estudos paralelos (frequentar o ensino fundamental ao mesmo tempo que o ensino médio etc.)
- Estudos compactados (quando o currículo normal é completado em metade ou terça parte do tempo previsto)
- Ingresso antecipado no ensino superior